# Badger (Iowa)
Badger è una città degli Stati Uniti, situata nella contea di Webster, nello Stato dell'Iowa.

## Società

### Evoluzione demografica
Al censimento del 2010 a Badger c'erano 561 abitanti, 215 famiglie e 163 famiglie residenti nella città. La densità di popolazione era di 198,9 abitanti per chilometro quadrato. La composizione razziale contava il 97,7% di bianchi, lo 0,4% di afroamericani, lo 0,2% di nativi americani, il 0,2% di asiatici e l'1,6% di altre razze. Ispanici e latini erano l'1,2% della popolazione.
| Anno | Abitanti |
| ---- | -------- |
| 1900 | 240      |
| 1910 | 212      |
| 1920 | 244      |
| 1930 | 254      |
| 1940 | 251      |
| 1950 | 301      |
| 1960 | 340      |
| 1970 | 465      |
| 1980 | 653      |
| 1990 | 569      |
| 2000 | 610      |
| 2010 | 561      |